# Giulio Sabbi
Giulio Sabbi, né le 10 août 1989 à Zagarolo en Italie, est un joueur italien de volley-ball. Il mesure 2,01 m et joue réceptionneur-attaquant. Il totalise 43 sélections en équipe d'Italie.

## Clubs
| Club                               | De                | À                 |
| ---------------------------------- | ----------------- | ----------------- |
| Sisley Volley                      | 2009-2010         | 2009-2010         |
| Fenice Volley Isernia              | 2010-2011         | 2010-2011         |
| M. Roma Volley                     | 2011-2012         | 2011-2012         |
| New Mater Volley Castellana Grotte | 2012-2013         | 2012-2013         |
| Pallavolo Molfetta                 | 2013-2014         | 2013-2014         |
| AS Volley Lube                     | 2014-2015         | 1er décembre 2015 |
| → Shanghai JNNPJ                   | 1er décembre 2015 | 17 mars 2016      |
| → Tours VB                         | 17 mars 2016      | mai 2016          |
| Pallavolo Molfetta                 | 2016-2017         | 2016-2017         |
| Modène Volley                      | 2017-2018         | 2017-2018         |
| Gas Sales Piacenza                 | 2018-2019         | 2018-2019         |
| Shanghai JNNPJ                     | 2019-2020         | 2019-2020         |
| Top Volley Cisterna                | 2020-2021         | en cours          |

## Palmarès

### Sélection nationale
- Coupe du monde
  -  : 2015.
- World Grand Champions Cup
  -  : 2017.
  -  : 2013.
- Championnat d'Europe
  -  : 2011.
  -  : 2015.

### Clubs
- Championnat de Chine
  - Vainqueur : 2016, 2019.
- Championnat de France
  - Troisième : 2016.
- Supercoupe de France
  - Vainqueur : 2015.
- Championnat d'Italie - A1
  - Troisième : 2015, 2018.
- Championnat d'Italie - A2
  - Vainqueur : 2019.
- Coupe d'Italie - A2
  - Vainqueur : 2019.
- Supercoupe d'Italie
  - Vainqueur : 2014.
  - Troisième : 2017.

### Distinctions individuelles
- 2016 : Championnat de Chine - Meilleur Attaquant.
- 2017 : Championnat d'Italie - Meilleur serveur.
- 2017 : Championnat d'Italie - Meilleur scoreur.